# کی اوموتو
کی اوموتو (ژاپنی: 尾本 敬؛ زادهٔ ۲۱ ژوئیهٔ ۱۹۸۴) یک بازیکن فوتبال اهل ژاپن است.
از باشگاه‌هایی که در آن بازی کرده‌است می‌توان به باشگاه فوتبال یوکوهاما مارینوس، باشگاه فوتبال تسپاکوستاسو گونما، باشگاه فوتبال میتو هولیهوک، باشگاه فوتبال توچیگی و باشگاه فوتبال بلاوبلیتز آکیتا اشاره کرد.